# Guvernul Statelor Unite ale Americii

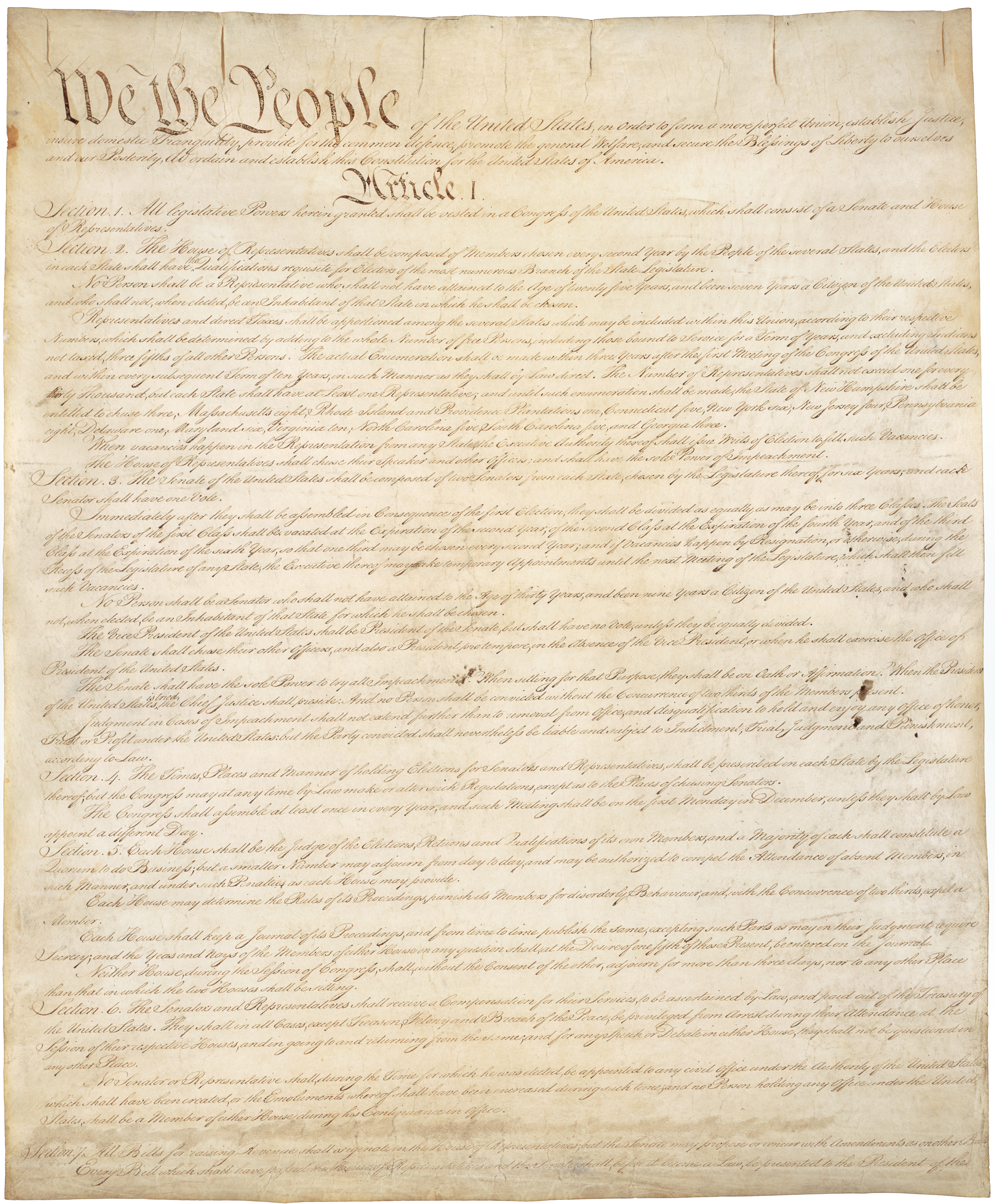
Prima pagină a Constituției Statelor Unite ale Americii, care începe cu faimoasa denominare "We the People ... "

Guvernul federal al Statelor Unite ale Americii, format la sfârșitul secolului al 18-lea, constă (conform Constituției Uniunii) din trei ramuri principale, ramura legislativă (un parlament bicameral numit Congres compus din Senat și Camera Reprezentanților), ramura judiciară (constând din Curtea Supremă de Justiție și întregul sistem de tribunale federale, statale, de comitat și ale orașelor și târgurilor) și ramura administrativă sau executiv ori administrație (formată din președinte, vicepreședinte și consiliul de miniștri al administrației numit în engleză Cabinet și al cărui membri se numesc secretari, conform termenului din engleza americană secretaries).
Ideea modernă a separării puterilor în stat se datorează filozofului și gânditorului iluminist francez, baronul de Montesquieu. Ideea de separare tripartită a puterilor supreme, care se regăsește în unele din scrierile iluministului francez, a fost preluată și apoi adaptată creator de Fondatorii Statelor Unite ale Americii, care au prevăzut explicit modul de realizare al acesteia; mai întâi în grupul de eseuri numite colectiv Federalist Papers și apoi direct în structura Constituției națiunii, adoptată în 1787.

Tot în Constituția Uniunii se prevede echilibrul și controlul reciproc al acestor trei puteri federale prin cunoscuta expresie check and balance, care semnifică ideea esențială politică a țărilor moderne democratice, separarea puterilor în stat combinată cu supervizarea reciprocă ale acestora.
Guvernul federal al Statelor Unite (guvernul federal al Statelor Unite) este guvernul național al Statelor Unite, o republică federală din America de Nord, compusă din 50 de state, un district federal, cinci teritorii majore de auto-guvernare și mai multe posesiuni insulare. Guvernul federal este compus din trei ramuri distincte: legislativ, executiv și judiciar, ale căror puteri sunt învestite de Constituția SUA în Congres, președinte și, respectiv, instanțele federale. Atribuțiile și îndatoririle acestor filiale sunt definite în continuare prin acte ale Congresului, inclusiv crearea departamentelor executive și a instanțelor inferioare Curții Supreme

## Executivul Statelor Unite ale Americii
Ramura executivă a guvernului federal american, numită pe scurt executiv sau administrație, este condusă de Președintele Statelor Unite ale Americii. Președintele Statelor Unite, care cumulează puterile de reprezentare a țării (instituția preșidinției) cu cele de conducere efectivă (instituția de prim-ministru) este ales o dată la 4 ani, aceeași persoană putând servi maximum 2 mandate (sau termene) consecutive sau nu.
Deciziile executive sunt luate de președinte, iar membrii cabinetului (corespunzând funcțiilor de miniștri din alte țări) sunt oficial considerați consilieri ai președintelui pe domeniile legate de responsabilitățile oficiilor lor. Cabinetul (echivalentul unui consiliu de miniștri) include vicepreședintele și 15 șefi ai departamentelor executive. Aceștia sunt numiți secretarii pentru agricultură, comerț, apărare, educație, energie, sănătate și servicii umane, securitatea patriei, locuințe și dezvoltare urbană, interne, muncă, de stat, transport, finanțe, afacerile veteranilor, și justiție.